# EXCITE (音楽グループ)
EXCITE（エキサイト、朝: 익사이트）は、韓国の男性アイドルグループ。アレスエンターテイメント所属。4人のメンバーで構成されたダンスボーカルグループ。

## 来歴
2012年10月22日、「Try　Again」で韓国にてデビュー。端正な顔立ちと平均身長182cmというルックスから“モデルドル（モデルアイドル）”という別名がある。
2013年にはデザイナー、イ・サンボン氏のファッションショーにシヒョク、ビートが出演。“モデルドル”というモデルに負けない格別なスタイルを自慢し、ファッションショーに訪れた観客たちの熱い歓呼の中、ランウェイを闊歩した。2013年11月、名古屋の近鉄百貨店で開催されたMnet主催の「ワンダーランド　韓国エンターテイメント展」で初来日したのを機に日本でのプロモーション活動をスタートさせた。
2015年8月1日にはタワーレコード渋谷店が展開する『LIVE LIVEFUL! COLLECTION』シリーズの第25弾として、EXCITEの日本での1stミニアルバムとなる『BLUE　MOON』を発売。同月に品川にて行われたタワーレコード渋谷店主催「“K-POP LOVERS!”SHOWCASE Vol.2」にも出演した。
2016年10月5日解散。

## メンバー
シヒョク
- 表記：SYHYUK、시혁
- 本名：チョ・ヨンソク（Cho Yong Seok）
- 出年月日：1991年5月12日
- 担当：リーダー、ヴォーカル
- 血液型:AB型
- 身長：187cm
- 体重：70kg
- 出身地：大田
- 2013年　デザイナー　イ・サンボン　ファッションショー出演[1]

スンウク
- 表記：SEUNGUK、승욱
- 本名：キム・スンウク（Kim Seung Uk）
- 出年月日：1991年4月4日
- 担当：ヴォーカル、ラップ
- 血液型：O型
- 身長：181cm
- 体重：69kg
- 出身地：ソウル
- 2012年　“ガインのファッション王”出演　[2]

ミンフ
- 表記：Minhoo、민후
- 本名：カン・ミンジョン（Kang Min Jong）
- 出年月日：1993年4月25日
- 担当：ヴォーカル
- 血液型：O型
- 身長：178cm
- 体重：62kg
- 出身地：晋州
- 2012年トゥニバースドラマ　“MABOY”出演　テジュン役　[3]
- 2013年ミュージカル　“Mr.Onjo”出演　Onjo役　[4]

ビート
- 表記：BEAT、비트
- 本名：ホ・ナムホ（Ho Nam Ho）
- 出年月日：1995年11月8日
- 担当：ラップ
- 血液型：O型
- 身長：186cm
- 体重：70kg
- 出身地：光州
- 2013年　デザイナー　イ・サンボン　ファッションショー出演[1]

## ディスコグラフィー（韓国）

### ミニアルバム
- 01st（2012年）

### デジタルシングル
- COME　BACK　TO　ME（2013年）
- 눈물이 날 때（2015年）

## ディスコグラフィー（日本）

### ミニアルバム
- BLUE MOON（2015年）

## 出演

### イベント
- Mnet「ワンダーランド韓国エンターテイメント展」（2013年） - ゲスト出演
- “K-POP LOVERS!”SHOWCASE V ol.2（2015年）[5]

## コンサート
- E-MUSIC=A-DANCE（2014年）
- LIVE　EVENT　IN　JAPAN（2014年）
- 3WEEK　CONCERT 〈Exciting　Dream〉（2014年）
- SEASON IN THE SUN（2015年）
- EXCITE　THE　SENSES（2015年）